# Valkjärvi (sjö i Finland, Kymmenedalen, lat 60,68, long 27,13)
Valkjärvi är en sjö i Finland. Den ligger i kommunen Fredrikshamn i landskapet Kymmenedalen, i den södra delen av landet, 130 km öster om huvudstaden Helsingfors. Valkjärvi ligger 45,1 meter över havet. I omgivningarna runt Valkjärvi växer i huvudsak barrskog. Arean är 1,4 kvadratkilometer och strandlinjen är 10,78 kilometer lång. Sjön  ingår i Vehkajokis huvudavrinningsområde. 